# Scorpaenopsis altirostris
Scorpaenopsis altirostris är en fiskart som beskrevs av Gilbert, 1905. Scorpaenopsis altirostris ingår i släktet Scorpaenopsis och familjen Scorpaenidae. IUCN kategoriserar arten globalt som livskraftig. Inga underarter finns listade i Catalogue of Life.